# オスカー・ヘルナンデス
オスカーヘルナンデスは元アメリカ合衆国カリフォルニア州ロサンゼルス郡ベル市長
ヘルナンデスが市長に就任したのは2009年。ヘルナンデスはベル市長を2006年と2007年にも務めている。ベル市内の施設で2009年6月塩酸メタンフェタミンを生産していることが発覚し貸出人がヘルナンデスであったことがわかった。2010年7月20日また新たなスキャンダルが発覚したそれはヘルナンデス市長のチーフ管理責任者のロバートは、地域で最も貧しい市町村と言われているベル市にもかかわらず、ほぼ年間7000万円もの大金を受け取っていた（アメリカ大統領より高額）。尚その問題で2010年9月22日、ヘルナンデスとロバートらの現職・元市議ら8人が逮捕された。